# 버마어 로마자 표기법
버마어 로마자 표기법은 버마어를 로마자 표기법에 옮긴 것을 말한다.
공식적으로는 1980년대 미얀마 내부에 도입된 미얀마 언어위원회 전사 시스템(MLTCTS)이다. 이 시스템은 미얀마 언어 위원회가 정부의 주도 하에 도입한 것으로 미얀마어에 관련된 서적이나 출판물에 적용되며 팔리어 로마자 표기법에 영향을 받아 유사점을 갖고 있다. 단, 구어체와 문어체가 다른 언어의 특성을 고루 반영하기 보다 문어체의 특성만을 반영하는 데 그쳐 실제적 발음보다는 철자법에 무게를 둔 것이 한계이다.
- 미국지명위원회와 영국지리명칭상임위원회가 도입한 로마자 표기가 1970년대에 도입되어 지리 명칭에 사용된다.
- ALA-LC 로마자 표기법은 미국 의회도서관이 고안한 것으로 미얀마 관련 언어 서저에 적용된다.[2]